# Българска федерация по ръгби
Българската федерация по ръгби (съкратено БФР) е спортно сдружение в България.

## История
Интерес към спорта ръгби в България се проявява още от началото на XX век. Провеждат се няколко любителски мача. На 21 октомври 1955 г., към ФД „Локомотив“, София, се учредява секция по ръгби.
Първото първенство по ръгби в България се провежда през 1960 година. Шампионата печели отборът на „Локомотив“, София. Във федерацията членуват 39 клуба.

## Групи
А група
1. НСА
2. „Балкански котки“, Берковица
3. „Валяците“, Перник
4. „Янтра“, Габрово
5. „Варварите“, София
6. „Локомотив“, София

Б група
1. „Ботев“, Бургас
2. „Варна“, Варна